# Spoonful of Sugar
Spoonful of Sugar è un film horror del 2022 diretto da Mercedes Bryce Morgan, con protagonista Morgan Saylor.

## Trama
Millicent, una giovane con disturbi della personalità che fa uso abituale di LSD, viene assunta come domestica per accudire Johnny, un bambino che soffre di gravi allergie e di mutismo psicogeno, oltre che di manie aggressive verso sua madre Rebecca, la quale ha del resto manie masochiste. Millicent va subito d'accordo con il bambino e quando ne ha l'occasione fa assumere anche a lui dell'LSD. La giovane, che vorrebbe sostituire Rebecca come madre del bambino, dà a Johnny un coltello affinché la uccida. Millicent ha già ucciso lei stessa vari uomini, ma non sa che anche il bambino ha già ucciso varie babysitter, quindi alla fine è Millicent ad essere uccisa e non Rebecca.

## Distribuzione
La pellicola è stata presentata al Fantastic Fest nel settembre 2022 e pubblicata su Shudder il 2 marzo 2023.